# Stephen Stubbs
Stephen Stubbs (Seattle, 1951) is een Amerikaanse luitist en dirigent, die zich toelegt op de historische uitvoeringspraktijk.

## Biografie
Hij studeerde klavecimbel en compositie aan de Universiteit van Washington, waar hij ook luit en andere barokinstrumenten leerde bespelen. Na zijn afstuderen specialiseerde hij zich in het Verenigd Koninkrijk en Nederland en debuteerde hij in 1976 in de Wigmore Hall in Londen. Van 1980 tot 2006 woonde Stubbs in Noord-Duitsland. Hij doceert sinds 1981 aan de Akademie für Alte Musik Bremen, die in 1994 naar de Hochschule für Künste Bremen overging, waar hij een hoogleraarschap bekleedde.
Hij staat bekend als continuospeler door talloze opnamen en een levendige concertactiviteit met ensembles als Fiori musicali, Musicalische Compagney, Tragicomedia en Teatro Lirico, waarvan hij de oprichter is. Andere partners waren het Hilliard Ensemble en Andrew Lawrence-King, Les Arts Florissants en Philippe Herreweghe. Het succes van zijn uitvoering van de opera La morte d'Orfeo van Stefano Landi in 1987 als onderdeel van het Early Music Festival in Brugge bracht hem ertoe om vroegbarokke opera's wereldwijd te dirigeren. In 1994 ontving hij de Edison Award.
In 2006 verhuisde hij terug naar Seattle. Hij richtte de Seattle Academy of Baroque Opera op voor jonge professionele zangers en is universitair hoofddocent aan het Cornish College of the Arts. Samen met Paul O'Dette is hij artistiek leider van het Boston Early Music Festival en heeft hij verschillende barokke opera's opgenomen in samenwerking met Radio Bremen en geluidstechnicus Renate Wolter-Seevers. Verschillende van deze werken werden genomineerd voor de Grammy Award voor beste opera-opname bij de Grammy Awards en in 2015 wonnen ze de Grammy voor de productie van de opera La descente d'Orphée aux enfers van Renate Wolter-Seevers met de Boston Early Music Festival Chamber Ensemble & Vocal Ensemble.

## Discografie
- 1981: Sonaten und Suiten des 17. Jahrhunderts, Recreation TGS 301. LP (met Fiori musicali; Werken van Schwartzkopff, Erlebach en Krieger)
- 1982: Italienische Solomusik um 1630. Toccate – Canzone – Sonate, Recreation TGS 302. LP (met Fiori musicali; Werken van Castello, Fontana, Merulo, Piccinini, Frescobaldi)
- 1982: Sonate concertati. Teldec, 8.44010 ZS. CD (met de Musicalischen Compagney)
- 1983: Fiori concertati. Teldec, 8.44011 ZS. CD (met de Musicalischen Compagney)
- 1984: Georg Friedrich Händel: Israel in Egypt. LP (met Mieke van der Sluis, Hedwig van der Meer, John York Skinner, Theo Altmeyer, Peter Kooy, Harry van der Kamp; Groningse Bachvereniging, Fiori musicali)
- 1985: Heinrich Schütz: Psalmen, Concerto, Motetten. Ambitus, amb 97843. CD (met de Musicalischen Compagney)
- 1986: Vincent Lübeck: Sämtliche Kantaten. Motette, CD 50181 (David Cordier, Graham Pushee, Harry Geraerts, Harry van der Kamp; New College Choir Oxford, Fiori musicali)
- 1986: Heinrich Schütz: Weihnachtshistorie; Meine Seele erhebt den Herren; Die sieben Worte. Dabringhaus en Grimm, MD+G L 3229. CD (met de Musicalischen Compagney)
- 1986: Heinrich Schütz: Liebe und Klage. Dabringhaus en Grimm, MD+G L 3230. CD (met de Musicalischen Compagney)
- 1987: Stefano Landi: La morte d'Orfeo. Accent, ACC 8746/47 D. CD (met Tragicomedia)
- 1988: Johann Sebastian Bach: Solokantaten. Dabringhaus en Grimm, MD+G L 3297. CD (BWB 56 en 82 met Harry van der Kamp en Fiori musicali)
- 1988: A Musical Dreame. hyperíon, CDA66335. CD (met David Cordier, Michael Chance en Tragicomedia)
- 1989: My mind to me a kingdom is. hyperíon, CDA66307. CD (met David Cordier en Tragicomedia)
- 1991: Orpheus I am. EMI Classics, CDC 7543112. CD (met Barbara Borden, David Cordier, John Potter, Harry van der Kamp en Tragicomedia)
- 1991: Sprezzatura. EMI Classics, CDC 7543122. CD (met Tragicomedia)
- 1993: Reinhard Keiser: Masaniello furioso. Dramma musicale. Classic production osnabrück 999110-2. CD (met David Cordier, Wilfried Jochens, Harry van der Kamp, Hein Meens, Barbara Schlick, Dorothea Röschmann, Michael Schopper, Jelle Dreyer, Winfried Mikus; Fiori musicali)
- 1993: David Kellner: XVI Auserlesene Lauten-Stücke. cpo 999 097-2. CD.
- 1993: Luigi Rossi: Le canterine Romane. Teldec, 4509-90799-2. CD (met Tragicomedia)
- 1993: Claudio Monteverdi: Madrigali concertati. Teldec, 4509-91971-2. CD (met Tragicomedia)
- 1993: Claudio Monteverdi: Il ballo della ingrate; Il combattimento di Tancredi e Clorinda. Teldec, 4509-90798-2. CD (met Tragicomedia)
- 1994: Johann Sebastian Bach: Notenbüchlein für Anna Magdalena Bach (1725) – A Selection. Teldec, 4509-91183-2. CD (met Tragicomedia)
- 1995: Vanitas vanitatum. Rome 1650. Teldec, 4509-98410-2. CD (met Tragicomedia)
- 2002: J. S. Bach: Lute Works BWV 995 – 998 – 1001. ATMA Classique 22238. CD.

- Bibsys: 3092691
- Bibliothèque nationale de France: cb139403552 (data)
- Gemeinsame Normdatei: 130432962
- International Standard Name Identifier: 0000 0000 8224 0198
- Library of Congress Control Number: nr90019008
- MusicBrainz: dc93f2ec-3dde-44a7-b729-15519cf066a9
- Nationale Bibliotheek van Tsjechië: mzk2007385810
- Nationale bibliotheek van Australië: 35306375
- Nationale Bibliotheek van Israël: 987007457146605171
- Nederlandse Thesaurus van Auteursnamen: 108829316
- Réseau des bibliothèques de Suisse occidentale: 02-A003871832
- Système universitaire de documentation: 123521378
- Trove: 905421
- Virtual International Authority File: 44489379
- WorldCat: E39PBJgHcFjTJK6YT8WWJcWFKd